# Janovszky Pál
Janovszky Pál (Rakonca, 1742. május 15. – Feketepatak, 1794. december 26.) ágostai evangélikus tanító.

## Életútja
Janovszky János rektor és Thomassovits Dorottya fia. Tanult Osgyánban, Csetneken és Modorban; tanított Csabán három évig, Tótgyörkön (Pest megye) hétig, Cinkotán kilencig, Jolsván két évig és nyolc hónapig. 1786. április 28-tól a kietteni (Gömör megye) egyháznál alkalmazták, ahonnét Feketepatakra (Koblár) ment.
Kézirati munkája: Liber memorialis (Opinione circa ea quae aguntur in Hungaria 1772, Méhekkel való bánás módja, Poëmation sat. 4r. 76 lap, a Magyar Nemzeti Múzeum kézirati osztályában.)